# 소림 10대 여걸
"소림 10대 여걸"(Shaolin Teenage Heroines)은 한국에서 제작된 김정용 감독의 1981년 영화이다. 최정일 등이 주연으로 출연하였다.

## 출연

### 주연
- 최정일
- 권성영
- 문태선
- 김욱
- 김명숙
- 한응
- 왕룡
- 김명아
- 정진화

### 조연
- 방희정
- 최성심
- 김해은